# 채선엽
채선엽(蔡善葉, 1911년 3월 10일 ~ 1987년 3월 13일)은 대한민국의 소프라노 성악가 겸 피아노 연주자이다. 본관은 평강(平康)이다.

## 생애
경성부에서 출생하였고 지난날 한때 전라남도 보성군 벌교면에서 잠시 유아기를 보낸 적이 있는 그녀는 한국 최초의 물리학 분야 전공 이학박사이자 前 서울대학교 총장 최규남(崔奎南)의 부인이고 그녀의 친정 오빠는 바이올린 연주가 겸 작곡가 채동선(蔡東鮮)이며 친정 남동생은 서울대학교 약학대학 학장을 거쳐 서울대학교 명예교수를 지낸 약학자 채동규(蔡東圭)이다. 그녀는 경성 이화여자고등보통학교와 경성 이화여자전문학교를 거쳐 미국 뉴욕 줄리어드 음악학교를 졸업하였다. 1950년 이화여자대학교 음악학과 과장을 역임, 1951년부터 1953년까지 이화여자대학교 예술대학 학장을 지냈고, 1959년 미국 국무성 초청으로 줄리아드 음악학교에서 교환교수로 지냈다. 1965년부터 이화여자대학교 재단 이사장을 역임하였고 1966년 이화여자대학교에서 명예 문학박사 학위를 받았다.

### 데뷔
- 1931년 피아니스트 첫 데뷔.
- 1938년 소프라노 성악가 데뷔.

## 가족 관계
- 남편: 최규남(崔奎南)
- 오빠: 채동선(蔡東鮮)
- 남동생: 채동규(蔡東圭)

## 소속
- 前 이화여자대학교 재단 이사장

## 학력
- 1930년 경성 이화여자고등보통학교 졸업
- 1934년 경성 이화여자전문학교 졸업 (피아노 전공)
- 1938년 미국 줄리어드 음악학교 성악학과 졸업 (소프라노 전공)

### 명예 박사 학위
- 1966년 이화여자대학교 명예 문학박사